# 마름쇠

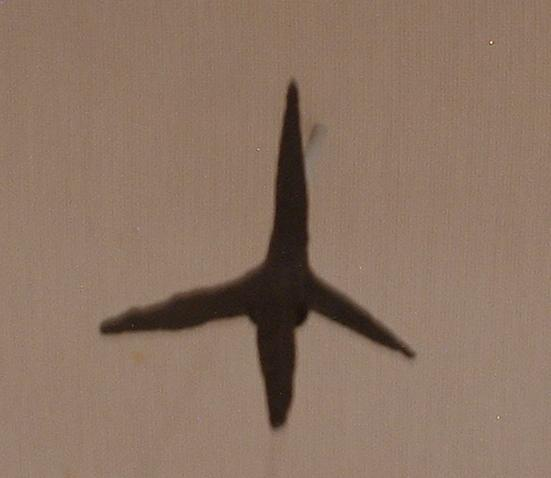
중세 유럽에서 사용된 표창

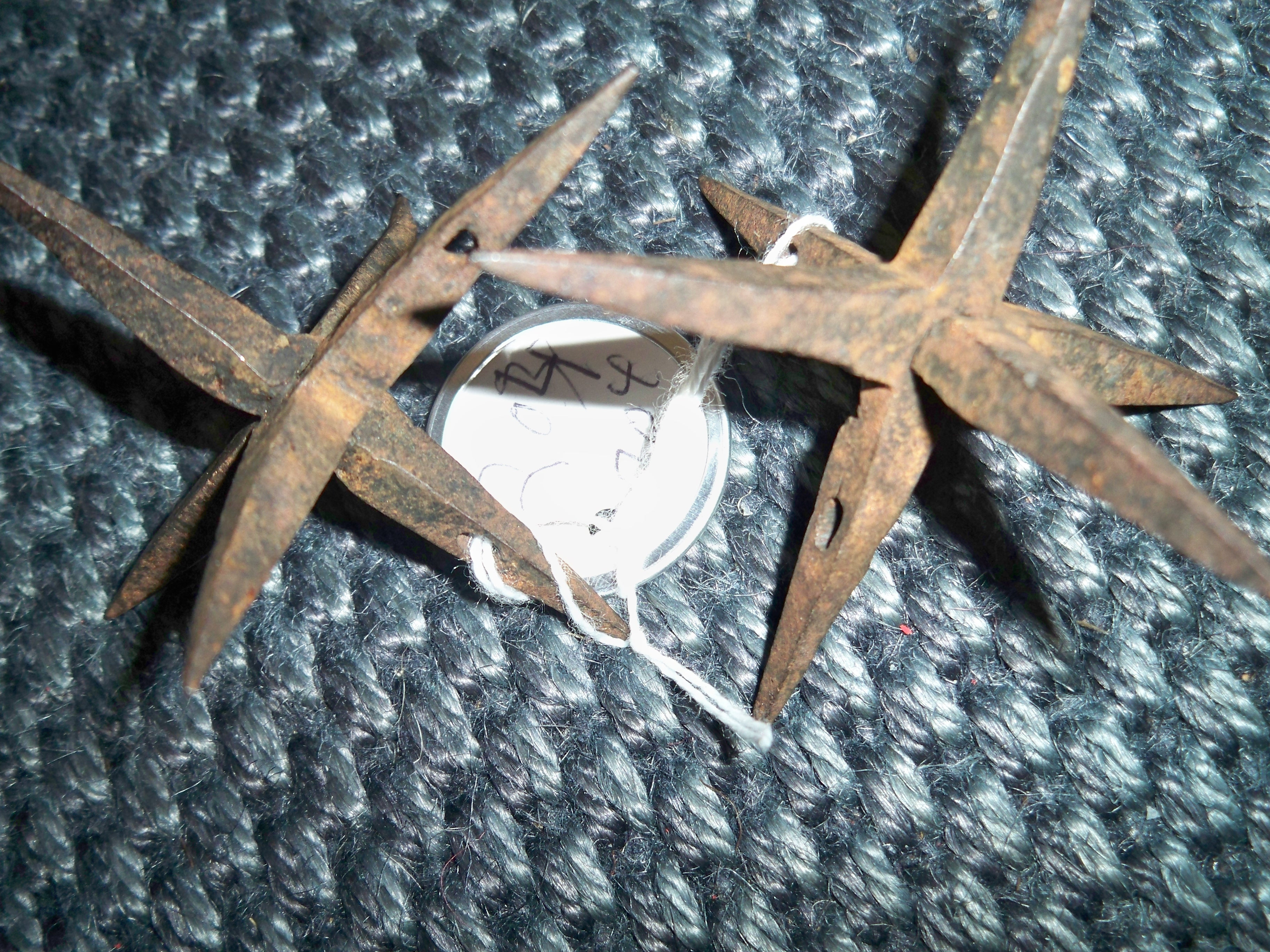
일본 닌자가 사용한 표창

표창이란 적의 침투를 저지, 지연시키기 위한 목적으로 지면에 깔아 사용하는 방어용 무기의 일종이다. 능철(菱鐵) ·여철(藜鐵) ·질려철(蒺藜鐵) ·철질려(鐵蒺藜)라고도 한다

## 형태 및 사용법
끝이 뾰쪽한 네 갈래의 쇠침을 연결한 모양을 하고 있다. 안정성이 있어서 던지는 방향에 관계없이 항상 어느 하나의 쇠침이 위를 향하도록 되어 있다. 적의 진행방향에 촘촘히 깔아 놓아 보병및 말의 발에 치명상을 입히도록 되어 있다. 일종의 원시적인 지뢰의 일종으로 볼 수 있다. 한국에서는 임진왜란때 일본군과의 전투에서 사용된 사례가 있으며, 조선 시대에는 부유층에서 방범의 목적으로 침입예상로에 깔아 사용하였다고도 한다.

## 같이 보기
- 부비 트랩
- 너클본스
- 트리스켈리온

1. 1 2 3  “마름쇠”. 2024년 2월 19일에 확인함.